# Herstal Living
 Ikke at forveksle med våbenproducenten FN Herstal.
Herstal Living A/S er et dansk lampemærke og var en dansk virksomhed, der designede og producerede belysning, brugskunst og køkkenudstyr. Virksomheden havde hovedsæde i Odense. I 2007 blev de fusioneret med Belid Lighting Group.

## Historie
Virksomheden blev grundlagt i 1988 af Lotte og Martin Herstal, der også ejede den. Oprindeligt var virksomheden en lampeforretning. I dag er Herstal stadig kendt for sine lamper i det karakteristiske skandinaviske design, men siden 2002 har virksomheden også designet brugskunst og køkkenudstyr. Produktionen foregik i Fjernøsten. 